# Eugene Allen
Pour les articles homonymes, voir Allen.
Ne doit pas être confondu avec Gene Allen.
Eugene Allen, né le 14 juillet 1919 à Scottsville et mort le 31 mars 2010 à Takoma Park, est un majordome américain. Il a travaillé pour huit présidents, à la Maison-Blanche pendant 34 ans jusqu'à sa retraite en tant que chef maître d'hôtel en 1986.
Il apparaît dans le documentaire Workers at the White House (2009) de Marjorie Hunt édité sur le DVD du Smithsonian Folkways White House Workers: Traditions and Memories.
Afro-Américain, la vie d'Allen a été l'inspiration du film sur les droits civiques, Le Majordome (2013). Le scénario de Danny Strong a été inspiré par un article du Washington Post.